# سيدني جونز
سيدني جونز (بالإنجليزية: Sydney Jones)‏ هو موزع وسياسي نيوزلندي، ولد في 23 مايو 1894، وتوفي في 28 أبريل 1982. انتخب عضو مجلس النواب نيوزيلندا.